# Sphyrapicus
Sphyrapicus là một chi chim trong họ Picidae.

## Các loài
Chi này có các loài:
- Sphyrapicus thyroideus
- Sphyrapicus varius
- Sphyrapicus nuchalis
- Sphyrapicus ruber